# HD70325
HD70325 — хімічно пекулярна зоря спектрального класу
A0 й має видиму зоряну величину в смузі V приблизно  7,3.

## Пекулярний хімічний склад
Зоряна атмосфера HD70325 має підвищений вміст 
Si
.